# Логанспорт (Индијана)
Логанспорт (енгл. Logansport) град је у америчкој савезној држави Индијана.

## Демографија
По попису из 2010. године број становника је 18.396, што је 1.288 (-6,5%) становника мање него 2000. године.
| Група             | 2000.          | 2010.          |
| Белци             | 16.442 (83,5%) | 13.450 (73,1%) |
| Афроамериканци    | 409 (2,1%)     | 420 (2,3%)     |
| Азијати           | 177 (0,9%)     | 311 (1,7%)     |
| Хиспаноамериканци | 2.476 (12,6%)  | 3.973 (21,6%)  |
| Укупно            | 19.684         | 18.396         |